# Kouros (Lentini)
Il Kouros di Lentini è una statua che rappresenta una giovane figura maschile nuda, scolpita in marmo bianco delle Cicladi. 
La statua è ricostruita mettendo insieme due parti staccate: una testa e un torso entrambi provenienti da Lentini, antica colonia Greca. 
Il Kouros di Lentini risale al periodo tardo arcaico tra la fine del VI secolo e gli inizi del V. 
Presenta caratteri simili ad altri kouroi (il sorriso arcaico, l'acconciatura con i capelli raccolti sulla nuca), ma ha una storia molto particolare: il torso fu comprato dal grande archeologo Paolo Orsi nel 1904 e in seguito fu custodito nel museo archeologico di Siracusa, mentre la testa, ritrovata nel '700 nel territorio di Lentini, era stata comprata dal principe Ignazio Paternò Castello Biscari di Catania e in seguito esposta al Castello Ursino di Catania. 
Il primo archeologo siciliano a sostenere la tesi che i due pezzi appartenessero alla stessa statua fu nel 1927 Guido Libertini, ma la ricomposizione è stata operata soltanto nel 2018.

## Storia della ricomposizione
Il kouros appare quasi intero; in passato era però diviso in due parti, testa e torso, e non erano associati ad una medesima statua. 
È stato il critico d'arte Vittorio Sgarbi a intuire che le parti combaciavano e a promuoverne la ricomposizione; gli interventi di restauro sono stati realizzati grazie all'impegno dell'ex assessore ai Beni Culturali della Regione Sebastiano Tusa, unito a quello della Fondazione Sicilia, la ditta Siqilliya ha eseguito i lavori.

## Provenienza del marmo
Le due parti del kouros (busto e testa) sono state ricavate dallo stesso blocco di marmo estratto dall'isola greca di Paros. 
Di questo si è a conoscenza grazie a delle indagini petrografiche e geochimiche eseguite nel 2011 dall'associazione Lapis. 
Gli esperti spiegano che la Sicilia non possiede materiali lapidei simili a quelli utilizzati per la costruzione del kouros, pertanto i blocchi di marmo pario venivano imbarcati nell'isola delle Cicladi per arrivare ai porti delle colonie siceliote dove erano lavorati da scultori locali. 
Per unire la testa al torace è stato utilizzato il foro già presente, dove è stato inserito un supporto in plastica rinforzata, inoltre è stato effettuato un intervento per pulire la superficie che oggi appare più liscia e uniforme.

## Storia espositiva
Prima del 2018 il torso era esposto al Museo archeologico regionale Paolo Orsi, mentre la testa nel Castello Ursino di Catania. 
Nel 2018, dopo essere stato assemblato, è stato esposto a Palermo nella sala della cavallerizza di Palazzo Branciforte. 
Nel 2019, è stato esposto a Catania al Museo civico al Castello Ursino, dall'8 giugno al 3 novembre, poi a Siracusa al Museo archeologico regionale Paolo Orsi, dove ha fatto ritorno dopo essere stato esposto ad Atene, dal 27 settembre 2021 al 23 gennaio 2022, al Museo di Arte Cicladica nell'ambito di una grande esposizione, la mostra Kάllos.